# Грачевский, Михаил Фёдорович
Михаил Фёдорович Грачевский (1849 — 26 октября 1887) — русский революционер, террорист, член партии «Народная воля».

## Биография
Родился в 1849 году в семье диакона Покровской церкви села Берёзовки Ф. Л. Грачевского, уволенного за штат в 1866 году.
- В 1860 году поступил в Саратовское духовное училище, которое окончил в 1865 году, затем в Саратовскую духовную семинарию.
- C апреля 1868 года, оставив Саратовскую духовную семинарию «по расстроенному здоровью», поступил учителем сначала в сельскую, затем в немецко-русскую трехклассную школу, устроенную им по предложению немецких колонистов в Камышине. С 1871 года работает слесарем в железнодорожных мастерских, затем машинистом на Рязанско-Уральской железной дороге.
- 1874 г. — переехал в Санкт-Петербург, где слушал лекции в Технологическом институте и в то же время, работая слесарем на заводе Струбинского, вел революционную пропаганду среди рабочих. Участвовал в «хождении в народ».
- 1875 г. — впервые арестован за революционную пропаганду среди рабочих. Привлекался по «Процессу ста девяноста трёх» и приговорён к 3 месяцам ареста за хранение нелегальной литературы (учитывая 3,5-летнее одиночное предварительное заключение). Высланный из Петербурга в Одессу, работает на железной дороге.
- 1878 г. — сослан в Пинегу (Архангельская губерния), откуда в 1879 г. бежит и переходит на нелегальное положение, всецело отдаётся революционной работе. Участвует в убийстве провокатора Жаркова и в покушениях на Александра II. С осени 1879 года член исполнительного комитета «Народной Воли». В 1880 г. хозяин 2-й типографии «Народной Воли» на Подольской ул..
- Принимает активное участие в подготовке первомартовского покушения на Александра II, входит в составе Технической группы при Исполкоме «Народной воли» (вместе с Николаем Сухановым, Николаем Кибальчичем и Григорием Исаевым) изготавливал метательные снаряды.
- В 1882 г. главный техник динамитной мастерской А. В. Прибылёва.
- 4 июня 1882 г. арестован снова. Особым присутствием Правительствующего Сената на «Процессе семнадцати» приговорён за «изготовление разрывных снарядов, послуживших орудием совершения цареубийства 1 марта», к смертной казни, заменённой бессрочной каторгой. На суде стремился взять всю вину на себя, облегчив тем самым судьбы других участников процесса.
- Август 1884 г. — из Алексеевского равелина Петропавловской крепости переведён в Шлиссельбургскую крепость.
- Май 1887 г. — будучи более не в силах переносить тяжёлый тюремный режим, ударяет по лицу тюремного врача Заркевича, за что обычно полагалась смертная казнь. Грачевского, однако, пощадили, так как, по сведениям администрации, он был психически болен.
- 26 октября 1887 г. — Грачевский облил себя керосином из керосиновой лампы для освещения в камере и сжёг себя. Самоубийство Грачевского послужило толчком к некоторому смягчению режима в Шлиссельбургской крепости (заключённым позволили читать некоторые книги, журналы, газеты, дали бумагу и чернила, разрешили общаться между собой во время прогулок) и увольнению ненавидимого арестантами смотрителя М. Соколова. Эпизод самосожжения Грачевского был отражён в романе «Андрей Кожухов» С. М. Степняка-Кравчинского[2].